# سی بمل ماژور
سی بمل ماژور (انگلیسی: B-flat major) با مخفف (♭B) تنالیته ایست بر پایه نت سی بمل و طبق فواصل گام ماژور است.

## تعریف
سی بمل ماژور از نت‌های: سی بمل، دو، ر، می بمل، فا، سل و لا تشکیل شده و علامت «سرکلید» آن شامل دو «بمل» است.
تنالیته همسایه آن سل مینور و تنالیته موازی آن سی بمل مینور است.
سی بمل ماژور تنالیته مناسبی برای سازهای بادی است، همانند کلارینت‌ها، ترومپت‌ها، ساکسوفون تنور و ساکسوفون سوپرانو است.

## آثار در سی بمل ماژور
- پنج کنسرتو پیانو از موتسارت
- سمفونی شماره ۱ شومان
- سمفونی ۴ بتهوون
- سمفونی شماره ۹۸ یوزف هایدن
- سونات ۲۹ بتهوون
- فوگ بزرگ بتهوون
- کنسرتو ویولن شماره ۱ موتسارت